# Marc Ó Cathasaigh

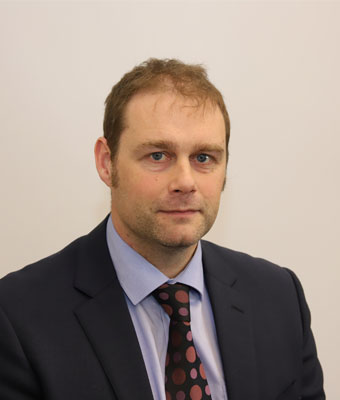
Marc Ó Cathasaigh (2020)

Marc Ó Cathasaigh (* 3. Januar 1977 in Waterford) ist ein irischer Politiker der Green Party (GP) und war von 2020 bis 2024 Abgeordneter (Teachta Dála) im Dáil Éireann.

## Leben
Marc Ó Cathasaigh studierte am University College Cork Englisch und Philosophie. Seinen Masterabschluss machte er in Alt- und Mittelenglisch. Danach ließ er sich am Marino Institute of Education als Grundschullehrer ausbilden. Er arbeitete in diesem Beruf an einer Grundschule in Tramore. Dort lebt er mit seiner Familie. Verheiratet ist er seit 2008 mit Róisín O’Grady, mit der er drei Kinder hat. 2015 trat er der Green Party bei.
2019 wurde er in den Waterford City and County Council gewählt. Bei den Wahlen zum Dáil Éireann 2020 im Wahlkreis Waterford konnte er für die Green Party einen Sitz erringen.
Bei den Wahlen zum Dáil Éireann 2024 wurde er nicht wiedergewählt.